# Kasteel Tramontano
Het kasteel Tramontano (Italiaans: Castello Tramontano) ligt op een heuvel die uitkijkt over het oude centrum van de stad Matera in Zuid-Italië.
Het in Aragonese stijl gebouwde kasteel heeft een grote ronde centrale toren en twee afgeknotte ronde torens aan de zijkanten. De torens zijn voorzien van schietgaten. De bouw van het kasteel begon in 1501 in opdracht van graaf Giovan Carlo Tramontano, de feodale heer van Matera. Koning Ferdinand II van Napels had enkele jaren daarvoor nog beloofd aan de inwoners van Matera dat zij geen nieuwe heer meer zouden krijgen, nadat ze zich al twee keer hadden bevrijd van het feodale juk. Ze betaalden speciale aflossingen om een vrije stad te mogen blijven. De stad werd direct door de koning bestuurd, maar had dus in de praktijk een grote mate van zelfbestuur. De koning had echter schulden bij graaf Tramontano en toen deze vroeg om graaf van Matera te mogen worden, kreeg hij deze titel ook.
De graaf maakte zich al snel gehaat bij de inwoners, omdat hij zich flink in de schulden stak en die via zware belastingen afwentelde op de bevolking. In deze omstandigheden begon hij met de bouw van het kasteel op de Lapillo-heuvel. Deze heuvel domineerde de stad, maar lag wel buiten de muren van de stad. De graaf gebruikte het kasteel dan ook meer om zijn landerijen te kunnen controleren dan om de stad te beschermen. Het lijkt erop dat het kasteel nog meer verdedigingstorens had moeten krijgen, omdat onder Piazza Vittorio Veneto resten zijn ontdekt van een toren en van enkele ondergrondse ruimtes. De bouw van het kasteel kostte 25.000 dukaten, en dat kwam ook weer ten laste van het volk.
Enkele burgers kregen genoeg van dit voortdurende machtsmisbruik en kwamen bijeen bij een groot rotsblok. Sindsdien heet deze rots ‘u pizzon’ du mal consigghj’ (de rots van het snode plan), omdat zij daar een plan bedachten om graaf Tramontano te vermoorden. Toen hij op 29 december 1514 uit de kathedraal kwam, werd hij in een van de zijstraatjes gedood. Deze straat heet sindsdien Via del Riscatto (Verlossingsstraat). Het kasteel is hierna nooit afgebouwd.
In 2008 is begonnen met de restauratie van het kasteel en het omliggende park. Het is de bedoeling om ook de slotgracht weer zichtbaar te maken. Een gevolg daarvan is dat ook de tufstenen muren weer zichtbaar worden. Het project wordt mede gefinancierd door een fonds van de Italiaanse Lotto.